# Boiove, Cernihivka
Boiove (în ucraineană Бойове) este un sat în comuna Bohdanivka din raionul Cernihivka, regiunea Zaporijjea, Ucraina.

## Demografie
Componența lingvistică a localității Boiove
     Ucraineană (91,44%)
     Rusă (8,56%)
Conform recensământului din 2001, majoritatea populației localității Boiove era vorbitoare de ucraineană (91,44%), existând în minoritate și vorbitori de rusă (8,56%).